# Flaga obwodu orłowskiego
Flaga obwodu orłowskiego (NHR:1217) zatwierdzona 31 lipca 2002 to prostokątny, składający się z dwóch horyzontalnych pasów (czerwonego i cztery razy mniejszego niebieskiego) materiał, w proporcjach (szerokość do długości) – 2:3. W środku czerwonego pasa jest umieszczony herb obwodu orłowskiego. Szerokość umieszczonego na fladze herbu wynosi 1/4 długości materiału.
Czerwona barwa flagi symbolizuje: siłę i męstwo, a niebieska (błękitna): piękno i nieskazitelność dążeń.